# Thérèse Raquin
Thérèse Raquin ist der Name des dritten von Émile Zola verfassten Romans, der 1867 erschien. Er wird häufig als sein erster eigentlicher Roman bezeichnet.
Der naturalistische Roman brachte dem damals 27-jährigen Journalisten Émile Zola den literarischen Durchbruch. 1873 adaptierte er den Roman zum gleichnamigen Theaterstück. Zola beabsichtigte laut seinem Vorwort zur 2. Ausgabe des Romans die Darstellung der „menschlichen Bestien“ (brute humaine). Das Thema des Menschen als Bestie greift er 1890 in dem Roman La bête humaine auf.

## Handlung
Thérèse Raquin, Kind des in Afrika gefallenen französischen Hauptmanns Monsieur Degans und einer nicht näher bekannten Nordafrikanerin, in Oran geboren, wächst bei einer Tante im französischen Provinzstädtchen Vernon zusammen mit ihrem kränklichen Cousin Camille auf. Madame Raquin besteht auf einer Hochzeit zwischen Thérèse und ihrem Sohn, denn sie will ihren Sohn gut versorgt wissen. Nach der Hochzeit setzt Camille durch, dass sich die Familie in Paris niederlässt und die Mutter erwirbt dort ein schäbiges Nähgeschäft ohne Tageslicht. Thérèse betreibt zusammen mit ihrer Tante den Laden, während ihr Mann Camille als kleiner Beamter bei einer Eisenbahngesellschaft arbeitet. Die erzwungene Ehe erweist sich als leidenschaftslos und langweilig. Camille ist sexuell völlig desinteressiert. Thérèse betrügt infolgedessen ihren Mann mit dessen bestem Freund Laurent, einem gescheiterten Maler ohne jedes Talent. In dieser sexuell freizügigen und leidenschaftlichen Beziehung glauben beide glücklich zu sein und schmieden Pläne, Camille zu töten, um ihre Beziehung offen ausleben zu können. Bei einem Sonntagsausflug auf der Seine ertränkt Laurent Camille, und er und Thérèse deklarieren den Mord als Unfall. Weder die Polizei noch die Familie hegt den geringsten Verdacht. Nach einem Jahr heiraten Thérèse und Laurent, scheinbar widerwillig und vorgeblich nur, um der alten Dame eine Freude zu machen. Allerdings hat die Beziehung seit dem gemeinsamen Mord an Camille an Leidenschaft deutlich verloren. Das Paar ist von Albträumen und Gewissensbissen geplagt. Es folgt ein stufenweiser Abstieg in die Hölle. Verfolgungswahn und Halluzinationen machen das Leben der beiden unerträglich. Die inzwischen gelähmte und sprechunfähige Madame Raquin wird Zeugin von einem dieser Anfälle, doch bleibt ihre Anklage bei den an ein trautes Familienglück glaubenden Hausfreunden (darunter ein Polizeikommissar) unerkannt. Es kommt zu gegenseitigen Schuldzuweisungen und Gewalt. Die einst leidenschaftliche Beziehung endet in einem gemeinsamen Selbstmord. Dieses Sterben bezeugt Madame Raquin und erhält darin, in ihrem Leiden, eine Art von stummer Genugtuung.

## Verfilmungen
Der Stoff des Romans wurde mehrfach verfilmt:
- Teresa Raquin, italienischer Stummfilm, 1915, von Nino Martoglio
- Thérèse Raquin, 1928 von Jacques Feyder
- 1951: Gift für den Anderen, 1951 von Irving Rapper
- Thérèse Raquin – Du sollst nicht ehebrechen, 1953 von Marcel Carné u. a. mit Simone Signoret, Raf Vallone und Jacques Duby
- Thérèse Raquin, 1966 von Hanns Korngiebel
- Thérèse Raquin, Miniserie, 1980, von Simon Langton[1] u. a. mit Alan Rickman
- Durst, 2009 von Park Chan-wook
- In Secret, 2013 von Charlie Stratton u. a. mit Elizabeth Olsen, Tom Felton, Oscar Isaac und Jessica Lange

## Bühnenversionen
- Thérèse Raquin, Oper in zwei Akten, komponiert von Tobias Picker, Libretto von Gene Scheer, Premiere November 2001.